# Anton Żdanow
Anton Aleksandrowicz Żdanow (ros. Антон Александрович Жданов; ur. 19 maja 1987 w Omsku) – rosyjski hokeista.

## Kariera klubowa
- Omskie Jastrieby (2003-2006)
- Awangard 2 Omsk (2006-2009)
- Awangard Omsk (2006-2008)
- Kazakmys Sätbajew (2010-2011)
- HK Ałmaty (2011-2012)
- Saryarka 2 Karaganda (2012-2013)
- Ałtaj Barnauł (2016/2017)